# Salomonowy wyrok
Salomonowy wyrok – przysłowiowe rozstrzygnięcie dokonane przez Salomona, słynącego z mądrości władcę Izraela, w sprawie o fałszywe macierzyństwo. Potocznie: zaskakująca rozwiązaniem, mądra i sprawiedliwa decyzja, kończąca spór w sposób niekrzywdzący.
Według przekazu biblijnego „Bóg dał Salomonowi mądrość i rozsądek nadzwyczajny oraz rozum nieogarniony jak piasek na brzegu morza. Toteż mądrość Salomona przewyższała mądrość wszystkich ludzi Wschodu i mądrość Egipcjan” (1 Krl 5,9-10 nn). Dowodem jej miał być biblijny epizod opisujący sąd Salomona nad dwiema matkami przyznającymi się do jednego dziecka (1 Krl 3,16-28).

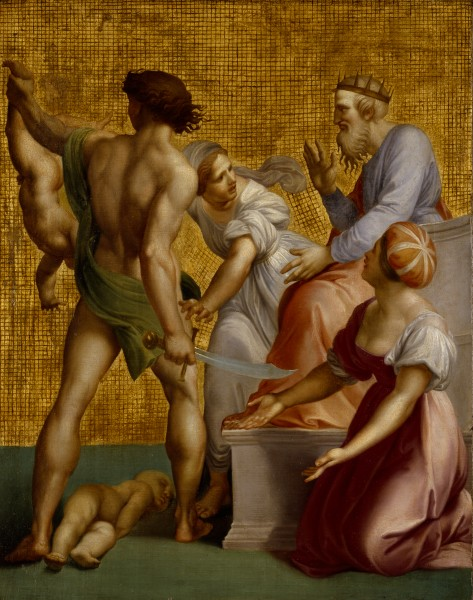
Sąd Salomona (mal. G. Cades według fresku Rafaela)
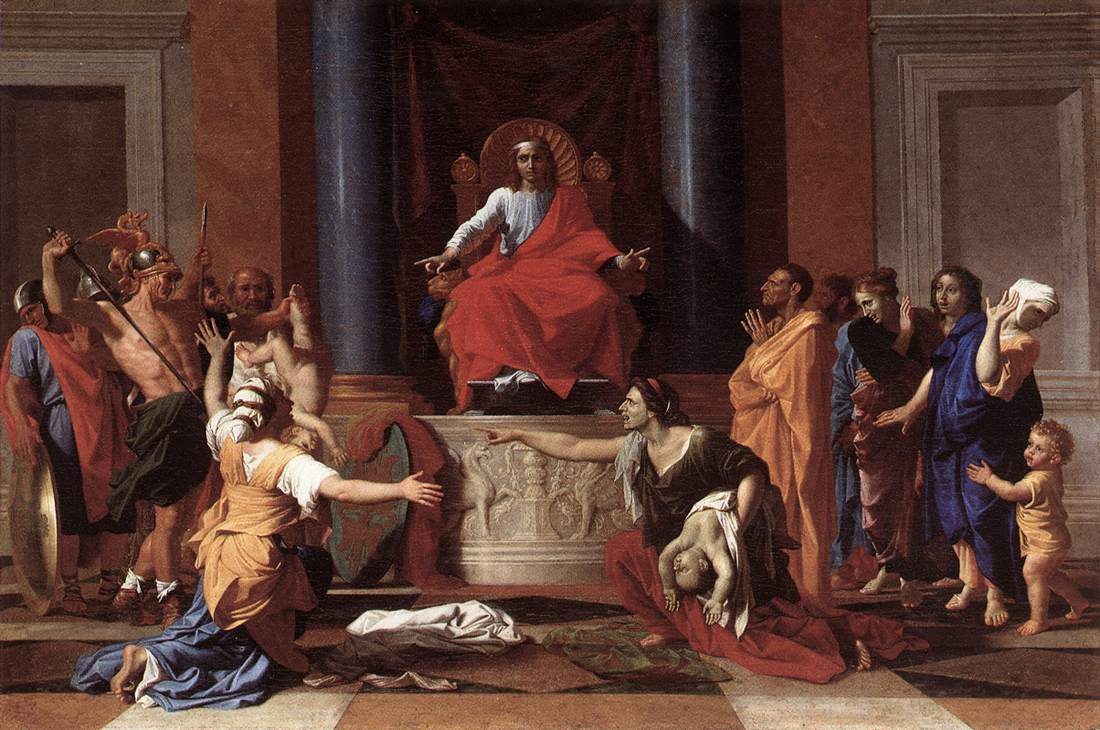
Sąd Salomona według Nicolasa Poussina (1649)
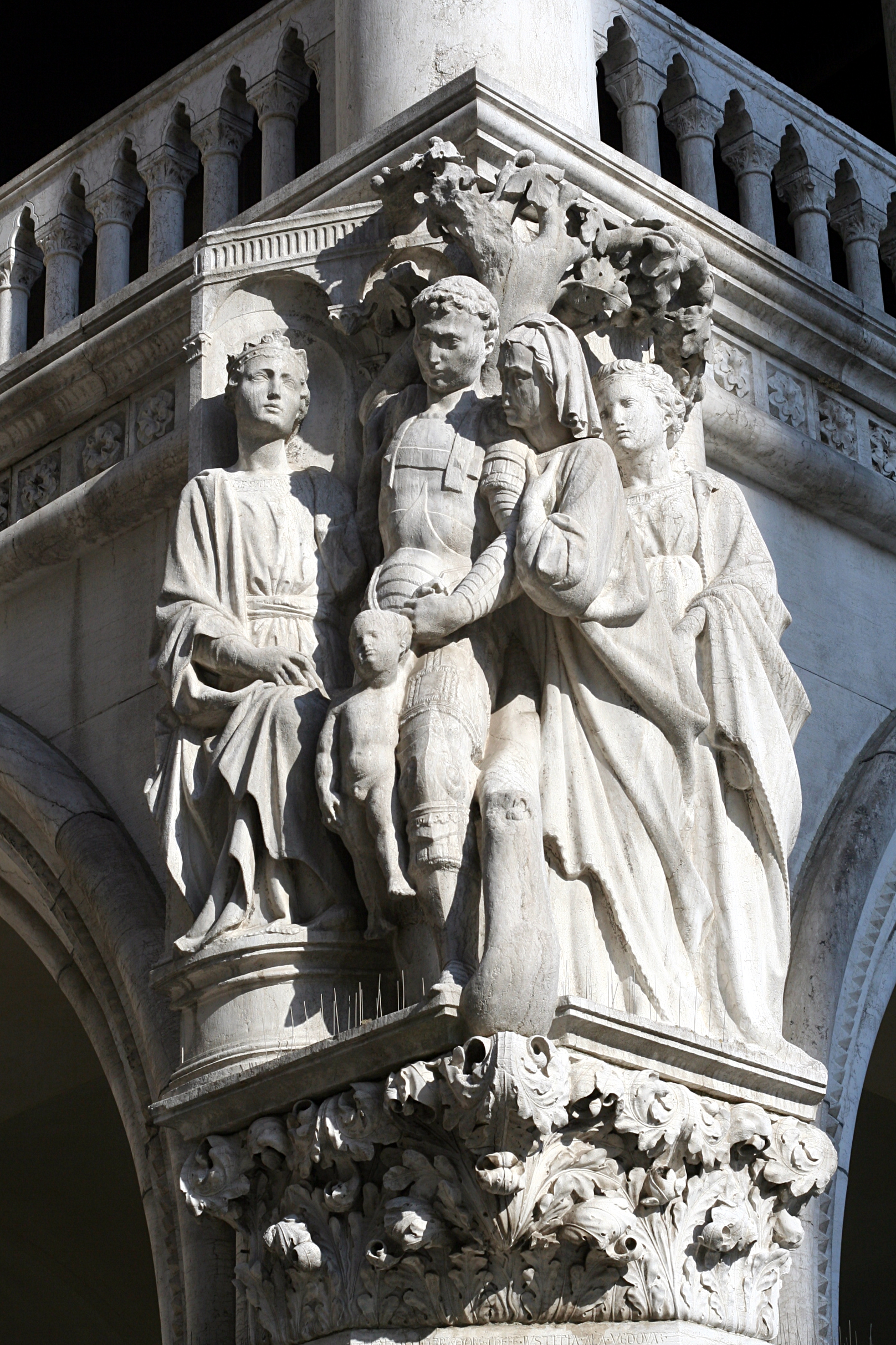
Rzeźbiona grupa Sąd Salomona zdobiąca narożny filar weneckiego Pałacu Dożów (1430)

Z dwóch zamieszkujących razem kobiet (nierządnic) każda miała dziecko, lecz jedno z nich zmarło. Wówczas matka potajemnie dokonała zamiany, wkładając ciało do łóżka sąsiadki, a zabierając jej żyjące dziecko. Stwierdziwszy oszustwo, pokrzywdzona matka domagała się sprawiedliwości u króla; oskarżona gorliwie zaprzeczała. Psychologiczny sposób potraktowania tego sporu przez Salomona pozwolił rozwiązać pozornie nierozwikłaną kwestię prawdomówności.
Władca polecił przynieść miecz i w obecności obu kobiet rozciąć dziecko na dwoje, aby sprawiedliwie obdzielić nim każdą z matek. Fałszywa zgodziła się na to zabójcze rozwiązanie z myślą, by jako martwe nie należało do żadnej z nich; matka prawdziwa skłonna była przystać na oddanie dziecka innej, byle tylko zachować je przy życiu. Po tym rozsądzeniu „cały Izrael czcił króla, bo przekonał się, że jest obdarzony mądrością Bożą do sprawowania sądów” (1 Krl 3,28).
W sztuce chrześcijańskiej – szczególnie w malarstwie zachodnioeuropejskim, temat ten poprzez swój dramatyzm i emocjonalność był popularny, znany m.in. z twórczości L. Cranacha Starszego, Tintoretta, Rafaela, Rubensa, de Ribery, Poussina. W muzyce znalazł wyraz w oratoriach zatytułowanych Judicium Salomonis autorstwa Giacoma Carissimiego i Marc-Antoine'a Charpentiera.  